# مونيا لؤلؤي الرأس
مونيا لؤلؤي الرأس (الاسم العلمي: Lonchura griseicapilla) (بالإنجليزية: pearl-headed mannikin)‏ هو نوع من الطيور تتبع جنس المونيا من فصيلة شمعية المنقار. يتواجد هذا النوع من الطيور في شرق أفريقيا وأثيوبيا وكينيا وجنوب السودان وتنزانيا.